# Robert-Jules Garnier
Robert-Jules Garnier   (Sèvres, 29 d'abril de 1883 - Condeau, 15 d'abril de 1958) de vegades acreditat Robert Jules Garnier, R. Jules Garnier o Garnier va ser un dissenyador de producció francès, nascut Jules Robert Garnier.

## Biografia
Robert-Jules Garnier va debutar com a dissenyador de producció al curtmetratge Molière de Léonce Perret (amb Abel Gance després André Bacqué en el paper protagonista), estrenat el 1909. A partir de 1913, va iniciar una fructífera col·laboració amb Louis Feuillade que va acabar quan aquest darrer va morir el 1925. La seva filmografia conjunta inclou sobretot les cinc parts de la sèrie de pel·lícules dedicada a Fantômas pel director (incloent Le Mort qui tue el 1913 i Fantômas contre Fantômas el 1914, amb Georges Melchior i René Navarre), així com moltes altres pel·lícules mudes (per exemple: La Fille bien gardée el 1924, amb René Poyen i Alice Tissot).
D'aquest període mut, esmentem també L'Homme du large de Marcel L'Herbier (1920, amb Charles Boyer i Jaque Catelain), La Femme de nulle part de Louis Delluc (1922, amb Ève Francis i Roger Karl), Marquitta de Jean Renoir (1927, amb Marie-Louise Iribe i Jean Angelo) i L'Équipage de Maurice Tourneur (1928, amb Georges Charlia i Jean Dax).
Després de canviar al cinema sonor, Robert-Jules Garnier va assistir a André Hugon diverses vegades durant la dècada de 1930, entre d'altres a Boubouroche (1933, amb Madeleine Renaud i André Berley) i Gangster malgré lui (1935, amb Georges Milton i Françoise Rosay). Citem encara L'Émigrante de Léo Joannon (1940, amb Edwige Feuillère i Jean Chevrier) i Le Père Serge de Lucien Ganier-Raymond (1945, amb Jacques Dumesnil i Mila Parély).
La seva penúltima pel·lícula va ser Rendez-vous de juillet de Jacques Becker (1949, amb Daniel Gélin i Nicole Courcel). L'última de les seves cent pel·lícules franceses es va estrenar el 1950.

## Filmografia parcial
(CM = curtmetratge)
- 1909 : Molière de Léonce Perret (CM)
- 1912 : Onésime contre Onésime de Jean Durand (CM)
- 1912 : Onésime aux enfers de Jean Durand (CM)
- 1912 : Le Mystère des roches de Kador de Léonce Perret (CM)
- 1912 : Onésime horloger de Jean Durand (CM)
- 1913 : L'Agonie de Byzance de Louis Feuillade
- 1913 : Onésime aime les bêtes de Jean Durand (CM)
- 1913 : La Marche des rois de Louis Feuillade
- 1913 : La Disparition d'Onésime de Jean Durand (CM)
- 1913 : Fantômas de Louis Feuillade
- 1913 : Juve contre Fantômas de Louis Feuillade
- 1913 : Le Mort qui tue de Louis Feuillade
- 1914 : Fantômas contre Fantômas de Louis Feuillade
- 1914 : Le Faux Magistrat de Louis Feuillade
- 1914 : La Rencontre de Louis Feuillade
- 1914 : Le Roman d'un mousse de Léonce Perret
- 1914 : Le Calvaire de Louis Feuillade
- 1914 : Manon de Montmartre de Louis Feuillade
- 1914 : Severo Torelli de Louis Feuillade
- 1914 : Les Pâques rouges de Louis Feuillade
- 1917 : Judex de Louis Feuillade
- 1919 : Le Bercail de Marcel L'Herbier
- 1919 : L'Énigme de Louis Feuillade
- 1919 : Âmes d'Orient de Léon Poirier
- 1919 : L'Engrenage de Louis Feuillade
- 1920 : Naranaya de Léon Poirier
- 1920 : L'Homme du large de Marcel L'Herbier
- 1920 : Le Penseur de Léon Poirier
- 1920 : Barrabas de Louis Feuillade
- 1921 : Le Coffret de jade de Léon Poirier
- 1921 : L'Orpheline de Louis Feuillade
- 1921 : Chichinette et Cie d'Henri Desfontaines
- 1921 : El Dorado de Marcel L'Herbier
- 1921 : L'Ombre déchirée de Léon Poirier
- 1921 : Les Deux Gamines de Louis Feuillade
- 1921 : Villa Destin de Marcel L'Herbier
- 1921 : Parisette de Louis Feuillade
- 1922 : Son Altesse d'Henri Desfontaines
- 1922 : Jocelyn de Léon Poirier
- 1922 : Don Juan et Faust de Marcel L'Herbier
- 1922 : La Fille des chiffonniers d'Henri Desfontaines
- 1922 : La Femme de nulle part de Louis Delluc
- 1923 : Vindicta de Louis Feuillade
- 1923 : Geneviève de Léon Poirier
- 1923 : Le Gamin de Paris de Louis Feuillade
- 1924 : La Fille bien gardée de Louis Feuillade
- 1924 : L'Orphelin de Paris de Louis Feuillade
- 1924 : Lucette de Louis Feuillade et Maurice Champreux
- 1924 : La Gosseline de Louis Feuillade
- 1924 : Pierrot, Pierrette de Louis Feuillade
- 1925 : La Brière de Léon Poirier
- 1925 : Le Stigmate de Louis Feuillade et Maurice Champreux
- 1927 : Marquitta de Jean Renoir
- 1927 : En rade d'Alberto Cavalcanti
- 1928 : Chantage d'Henri Debain
- 1928 : L'Équipage de Maurice Tourneur
- 1928 : Le Diable au cœur de Marcel L'Herbier
- 1928 : Hara-Kiri d'Henri Debain et Marie-Louise Iribe
- 1929 : Le Crime de Sylvestre Bonnard d'André Berthomieu
- 1930 : Cendrillon de Paris de Jean Hémard
- 1931 : Mon ami Victor d'André Berthomieu
- 1931 : Un chien qui rapporte de Jean Choux
- 1931 : Le Monsieur de minuit d'Harry Lachman
- 1932 : Le Billet de logement de Charles-Félix Tavano
- 1932 : Le Champion du régiment d'Henry Wulschleger
- 1932 : La Folle Nuit de Robert Bibal
- 1932 : Si tu veux d'André Hugon
- 1932 : Aux urnes, citoyens ! de Jean Hémard
- 1932 : Amour... amour... de Robert Bibal
- 1932 : Mise en plis de Jacques Desagneaux
- 1932 : Clochard de Robert Péguy
- 1932 : Monsieur de Pourceaugnac de Tony Lekain et Gaston Ravel
- 1933 : L'Illustre Maurin d'André Hugon
- 1933 : L'Enfant de ma sœur d'Henry Wulschleger
- 1933 : Boubouroche d'André Hugon
- 1933 : Les Ailes brisées d'André Berthomieu
- 1933 : La Paix chez soi d'André Hugon (CM)
- 1933 : L'Assommoir de Gaston Roudès
- 1933 : Les Vingt-huit Jours de Clairette d'André Hugon
- 1933 : Le Fakir du Grand Hôtel de Pierre Billon
- 1934 : Famille nombreuse d'André Hugon
- 1934 : Chourinette d'André Hugon
- 1935 : Moïse et Salomon parfumeurs d'André Hugon
- 1935 : Jérôme Perreau, héros des barricades (o Jérôme Perreau) d'Abel Gance
- 1935 : Le Gros Lot de Cornembuis d'André Hugon (CM)
- 1935 : Gangster malgré lui d'André Hugon
- 1936 : Les Mariages de Mademoiselle Lévy d'André Hugon
- 1936 : Maria de la nuit de Willy Rozier
- 1936 : Le Faiseur d'André Hugon
- 1937 : La Course à la vertu de Maurice Gleize
- 1937 : La Tour de Nesle de Gaston Roudès
- 1938 : Les Deux combinards de Jacques Houssin
- 1940 : Le Feu de paille de Jean Benoît-Lévy
- 1940 : L'Émigrante de Léo Joannon
- 1940 : Le Café du port de Jean Choux
- 1943 : Une étoile au soleil d'André Zwoboda
- 1944 : Graine au vent de Maurice Gleize
- 1945 : Le Père Serge de Lucien Ganier-Raymond
- 1945 : La Grande Meute de Jean de Limur
- 1945 : Le Roi des resquilleurs de Jean Devaivre
- 1946 : Il suffit d'une fois d'Andrée Feix
- 1947 : Antoine et Antoinette de Jacques Becker
- 1947 : Le Chanteur inconnu d'André Cayatte
- 1948 : Croisière pour l'inconnu de Pierre Montazel
- 1948 : L'Impeccable Henri de Charles-Félix Tavano
- 1948 : L'Idole d'Alexandre Esway
- 1949 : La Veuve et l'Innocent d'André Cerf
- 1949 : Docteur Laennec de Maurice Cloche
- 1949 : Rendez-vous de juillet de Jacques Becker
- 1950 : Né de père inconnu de Maurice Cloche